# علكمة (المفتاح)

تعديل مصدري - تعديل

علكمة هي إحدى قرى عزلة علكمة بمديرية المفتاح التابعة لمحافظة حجة، بلغ تعداد سكانها 1543 نسمة حسب تعداد اليمن لعام 2004.